# Herman Tammo Wallinga
Herman Tammo Wallinga (Amsterdam, 8 januari 1925 – Utrecht, 1 januari 2018) was hoogleraar oude geschiedenis.

## Biografie
Wallinga promoveerde te Utrecht op 3 februari 1956 op The boarding-bridge of the Romans. Its construction and its function in the naval tactics of the first Punic War. Hij aanvaardde vervolgens het gewoon hoogleraarsambt aan de Universiteit van Amsterdam met als leeropdracht Oude geschiedenis en de Griekse en Romeinse antiquiteiten, waar hij op 7 november 1960 zijn inaugurele rede hield. Per 1 september 1964 werd hij benoemd tot gewoon hoogleraar met als leeropdracht De oude geschiedenis en de staatsinstellingen der Grieken aan de Universiteit Utrecht; per 22 april 1988 werd die leeropdracht omgezet in De oude geschiedenis en de antieke cultuur. Hij ging per 1 februari 1990 met emeritaat, na op 25 januari van dat jaar zijn afscheidsrede te hebben gehouden. Bij die laatste gelegenheid kreeg hij een bundel opstellen aangeboden over zijn vakgebied, dat zich vooral bewoog op dat van de antieke scheepvaart.
Prof. dr. H.T. Wallinga overleed te Utrecht op nieuwjaarsdag 2018 op bijna 93-jarige leeftijd.